# Brinkman (Oklahoma)

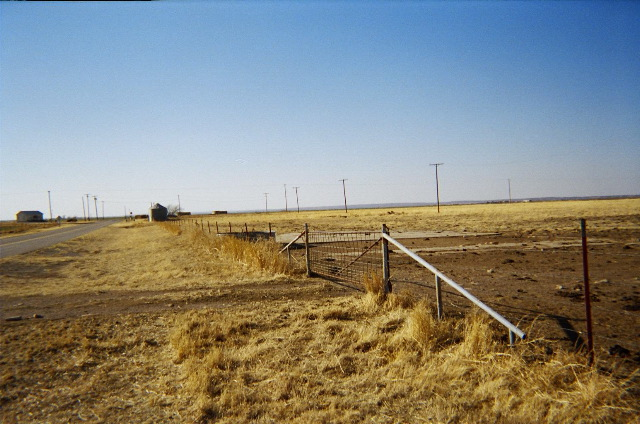
Brinkman in 2006.

Brinkman is een plaats (town) in de Amerikaanse staat Oklahoma en valt bestuurlijk gezien onder Greer County.

## Geschiedenis
Brinkman werd gesticht in 1910 en is vernoemd naar John Brinkman, een van de eerste inwoners en zakenpartner van spoorlijnbouwers Joseph A. Kemp en Frank Kell. Op 17 juni 1910 werd een postkantoor geopend. In 1920 had het stadje 239 inwoners. Rond 1925 had de highschool in Brinkman meer dan 450 leerlingen uit de plaats zelf en het omringende schooldistrict.
Brinkman was een marktstadje voor de omgeving en had twee grote graanzuigers evenals andere voorzieningen. Maar de bank sloot 1927, en een brand verwoestte de halve plaats  in 1929. De meeste gebouwen werden niet herbouwd. De Oklahoma State Highway 34 werd in 1931 ±1,5 km ten oosten van Brinkman aangelegd, waardoor de leegloop versnelde.
De highschool werd gesloten in 1957. Op 30 december 1965 werd het postkantoor gesloten. Het schoolgebouw was afgebroken en het schooldistrict werd samengevoegd met andere schooldistricten. In 1972 werd de spoorlijn waarmee het plaatsje begon gesloten, en in 1974 werden de spoorrails verwijderd. Daarmee hield Brinkman feitelijk op te bestaan. In 1980 waren er nog slechts enkele inwoners over. Vandaag de dag zijn er alleen nog enkele oude gebouwen en een zeer kleine bevolking. Brinkman wordt nu beschouwd als een spookstad.
In 2012 werd er in Brinkman een gedenkteken opgericht

## Demografie
Brinkman ligt aan het westelijke einde van State Highway 34B, 15 kilometer noordlelijk van Mangum en 1 kilometer westelijk van U.S. Route 283. 

In 1920 waren er 239 inwoners.

In 2006 is het aantal inwoners door het United States Census Bureau vastgesteld op minder dan 5.

## Plaatsen in de nabije omgeving
De onderstaande figuur toont nabijgelegen plaatsen in een straal van 30 km rond Brinkman.